# Prezidentské volby v Gruzii 2018
Prezidentské volby v Gruzii se konaly 28. října roku 2018.

## Průběh
Žádný z kandidátů nebyl schopen v prvním kole překročit hranici 50 %, dodatečné druhé kolo voleb mezi Salome Zurabišviliovou a Grigolem Vašadzem se uskutečnilo 28. listopadu. Zurabišviliová vyhrála v druhém kole s 59 % a byla inaugurována i přes protesty opozice 16. prosince 2018.

## Změna ústavy
Podle novely gruzínské ústavy z roku 2017 budou přímé prezidentské volby v Gruzii zrušeny až po volbách roku 2018 a nahradí je nepřímá volba, tedy prezidenta bude volit 300členná volební komise.

## Kandidáti
46 lidí kandidovalo na prezidenta, z toho Volební Administrativa Gruzie vyškrtla 21 lidí a zbývajících 25 lidí bylo registrováno.
Kandidáti:
|                           | Jméno                  | Práce                                                                                             | Politická příslušnost                                   |
| ------------------------- | ---------------------- | ------------------------------------------------------------------------------------------------- | ------------------------------------------------------- |
| 1                         | Michail Antadze        | Profesor                                                                                          | Hnutí Stát pro Lidi                                     |
| 2                         | Davit Bakradze         | Člen parlamentu                                                                                   | Evropská Gruzie                                         |
| 4                         | Vachtang Gabunia       | Politik                                                                                           | Hnutí Křesťansko-Demokratické                           |
| 5                         | Grigol Vašadze         | Bývalý ministr zahraničních věcí Gruzie                                                           | Sjednocená národní strana                               |
| 10                        | Šalva Natelašvili      | Předseda strany Gruzínské strany práce                                                            | Gruzínská strana práce                                  |
| 13                        | Zviad Mechatišvili     | Politik                                                                                           | Křesťansko-Konzervativní strana                         |
| 17                        | Giorgi Liluašvili      | Viceprezident Gruzínské národní akademie                                                          | Gruzínská strana                                        |
| 18                        | Akaki Asatiani         | Politik                                                                                           | Unie gruzínských tradicionalistů                        |
| 21                        | Kacha Kukava           | Politik                                                                                           | Svobodná Gruzie                                         |
| 22                        | Otar Meunargia         | ---                                                                                               | Průmysl zachrání Gruzii                                 |
| 23                        | Irakli Gorgadze        | Nezaměstnaný                                                                                      | Platforma obyvatelská - Nová Gruzie                     |
| 25                        | David Usupašvili       | Předseda Hnutí Rozvoje a předseda parlamentu                                                      | Volní Demokrati                                         |
| 27                        | Zviad Baghdavadze      | Nezaměstnaný                                                                                      | Platforma obyvatelská - Nová Gruzie                     |
| 28                        | Michail Saluašvili     | Politik                                                                                           | Unie Spravedlnosti Obnovení Národa: Lord je naše pravda |
| 30                        | Zviad Iašvili          | Nezaměstnaný                                                                                      | Demokraticko-Národní strana                             |
| 31                        | Tamar Tschoragauli     | Interpret                                                                                         | Politické hnutí Svoboda - Cesta Zviada Gamsachurdia     |
| 35                        | Gela Chutsišvili       | Politik                                                                                           | Politické hnutí veteránů a patriotů                     |
| 36                        | Zurab Japaridze        | Předseda Girči                                                                                    | Girči                                                   |
| 40                        | Levan Čcheidze         | Čcheidze a Partneři Právní firma                                                                  | Nová Křesťansko-Demokratická strana                     |
| 48                        | Salome Zourabišviliová | Členka parlamentu                                                                                 | Iniciativní strana voličů                               |
| 49                        | Besarion Tediašvili    | Zakladatel TF Construction                                                                        | Iniciativní strana voličů                               |
| 51                        | Giorgi Andriadze       | Místopředseda komise pro výuku křesťanské teologie a dějin náboženství při Gruzínské akademii věd | Iniciativní strana voličů                               |
| 58                        | Kachaber Čičinadze     | Intepret                                                                                          | Iniciativní strana voličů                               |
| 62                        | Vladimer Nonikašvili   | Direktor vydavatelského paragrafového domu                                                        | Iniciativní strana voličů                               |
| 65                        | Teimuraz Šašiašvili    | Nezaměstnaný                                                                                      | Iniciativní strana voličů                               |
| Zdroje [nedostupný zdroj] |                        |                                                                                                   |                                                         |